# Amanda Polk
Pour les articles homonymes, voir Polk.
Amanda Polk, née le 2 août 1986, est une rameuse américaine .

## Palmarès

### Championnats du monde
| Discipline       | Poznań 2009 Pologne | Karapiro 2010 Nouvelle-Zélande | Bled 2011 Salvador | Plovdiv 2012 Bulgarie | Chungju 2013 Corée du Sud | Amsterdam 2014 Pays-Bas | Aiguebelette 2015 France |
| ---------------- | ------------------- | ------------------------------ | ------------------ | --------------------- | ------------------------- | ----------------------- | ------------------------ |
| Quatre de pointe | Bronze              |                                |                    |                       |                           |                         |                          |
| Huit             |                     | Or                             | Or                 |                       | Or                        | Or                      | Or                       |